# Calpocalyx heitzii
Espèce
Statut de conservation UICN

 VU A1c, B1+2c : Vulnérable
Calpocalyx heitzii est une espèce de plantes à fleurs de la famille des Fabaceae.

## Publication originale
- Bulletin de la Société Botanique de France 84: 643. 1938.